# Miguel Lobo y Malagamba
Miguel Ignacio Lobo y Malagamba (San Fernando, 26 de noviembre de 1821-París, 5 de abril de 1876) fue un marino español, contraalmirante de la Real Armada Española, que ocupó los cargos de mayor general de la escuadra del Pacífico, comandante de la escuadra del Mediterráneo, entre otros, nombrado benemérito de la Patria por las Cortes españolas de 1866. Está enterrado en el Panteón de Marinos Ilustres. Se le considera el principal promotor del monumento a Cristóbal Colón en la plaza de Colón de Madrid. 

## Biografía

### Primeros años
Nació en la localidad gaditana de San Fernando el 26 de noviembre de 1821, hijo de Manuel José Lobo y García de Campos (1768, Xalapa, Veracruz, Nueva España), brigadier de la Real Armada y caballero de la Orden de Alcántara, y de Juana María Malagamba y Guarderas (1783, Cádiz, España), ambos pertenecientes a ilustres familias vinculadas a la armada.

### Guerra de África
Inició su carrera en la Armada española en 1834, siendo su primer cometido el de guardiamarina en el departamento de Cádiz. Los años posteriores los pasó navegando por todos los mares a la vez que ascendía. Al mando de las fuerzas de Marina, estuvo durante la guerra de África en 1860 en la batalla de los Castillejos, por cuya actuación en el desembarco se le concedió el grado de coronel del Ejército de Tierra.

### Guerra hispano-sudamericana
Tomó parte en la guerra hispano-sudamericana en 1866 como mayor general de la escuadra del almirante Méndez Núñez, tomando el mando de la misma cuando éste fue herido en el combate del Callao.

### Rebelión cantonal y muerte
Durante la insurrección cantonal de la Península en 1873, Lobo fue ascendido a contraalmirante con el objetivo de bloquear el puerto de Cartagena, en manos de los sublevados. Al mando de las fragatas Almansa, Vitoria y Zaragoza, además del vapor Colón, consiguió vencer a la escuadra cantonal en el combate naval de Portmán, aunque posteriormente los buques rebeldes lograron poner en fuga su flota y romper el bloqueo naval. En 1874, una vez dominada la insurrección, fue nombrado capitán general del Departamento de Cartagena.
En las elecciones generales de 1876, el marino resultó elegido diputado por el distrito electoral de Cartagena, pero debido al azote de una grave enfermedad tuvo que ser llevado a París, donde los adelantos médicos eran mayores. Poco se pudo hacer sin embargo, y en esa ciudad murió el 5 de abril del mismo año.

## Legado
- Biblioteca Almirante General Lobo del Ayuntamiento de San Fernando.
- Colección Lobo Malgamba del Museo Naval de Madrid

## Condecoraciones
- benemérito de la Patria
- caballero de la Real y Distinguida Orden Española de Carlos III
- gran cruz de la Real Orden Americana de Isabel La Católica
- gran cruz con placa de la Real y Militar Orden de San Hermenegildo
- cruz laureada de la Real y Militar Orden de San Fernando